# الكويت في بطولة العالم لألعاب القوى 2023
تنافست الكويت في بطولة العالم لألعاب القوى 2023 في بودابست، المجر، من 19 إلى 27 أغسطس 2023.

## نتائج
شاركت الكويت بثلاثة رياضيين.
مفتاح
- Q = مؤهل للدور التالي
- q = مؤهل للدور التالي كخاسر أسرع أو، في مسابقات الميدان، بالمركز دون تحقيق الهدف التأهيلي
- NR = الرقم القياسي الوطني
- PB = أفضل أداء شخصي
- SB = أفضل أداء في الموسم
- N/A = الجولة غير مطبقة على الحدث

### الرجال
أحداث المضمار والطريق
| الرياضي         | الفعالية      | التصفيات | التصفيات | نصف النهائي | نصف النهائي | النهائي  | النهائي  |
| الرياضي         | الفعالية      | النتيجة  | الترتيب  | النتيجة     | الترتيب     | النتيجة  | الترتيب  |
| --------------- | ------------- | -------- | -------- | ----------- | ----------- | -------- | -------- |
| إبراهيم الزفيري | 800 متر       | 1:48.41  | 6        | لم يتأهل    | لم يتأهل    | لم يتأهل | لم يتأهل |
| يعقوب اليوحة    | 110 متر حواجز | 13.56    | 5 q      | 13.44 SB    | 6           | لم يتأهل | لم يتأهل |

### السيدات
أحداث المضمار والطريق
| الرياضي      | الفعالية | التصفيات | التصفيات | نصف النهائي | نصف النهائي | النهائي  | النهائي  |
| الرياضي      | الفعالية | النتيجة  | الترتيب  | النتيجة     | الترتيب     | النتيجة  | الترتيب  |
| ------------ | -------- | -------- | -------- | ----------- | ----------- | -------- | -------- |
| مضاوي الشمري | 100 متر  | 11.93    | 7        | لم يتأهل    | لم يتأهل    | لم يتأهل | لم يتأهل |

## روابط خارجية
- نتائج الكويت
- بطولة العالم لألعاب القوى في بودابست 23